# 19. Unterseebootsflottille
De 19. Unterseebootsflottille was een opleidingseenheid van de Duitse Kriegsmarine. De eenheid werd in oktober 1943 opgericht en kwam onder leiding te staan van Jost Metzler.
Vier U-Boten maakten tijdens het bestaan van de eenheid deel uit van de 19. Unterseebootsflottille. De eenheid zat de meeste tijd van haar bestaan gevestigd in Pillau In februari 1945 werd de eenheid vanwege het oprukkende Rode Leger overgeplaatst naar het Duitse Kiel. De eenheid leerde toekomstige officieren de basisvaardigheden. Met de overgave van Nazi-Duitsland in mei 1945 werd ook de eenheid officieel opgeheven.

## Commandanten
- Oktober 1943 - Mei 1945 - Korvettenkapitän Jost Metzler[1]

## Inzet U-Boten
De eenheid maakte gebruik van één type U-boten, namelijk Type IIC

### Type IIC
U 56, U 57, U 58, U 59